# Tournoi masculin de football aux Jeux olympiques d'été de 2020
Cet article traite de l'épreuve masculine. Pour la compétition féminine, voir Tournoi féminin de football aux Jeux olympiques d'été de 2020.
Pour un article plus général, voir Football aux Jeux olympiques d'été de 2020.
Navigation
Rio de Janeiro 2016 Paris 2024
Le tournoi masculin de football aux Jeux olympiques d'été de 2020 est initialement prévu du 22 juillet au 7 août 2020 mais subit le report des Jeux en 2021 en raison de la pandémie de Covid-19. Il est reprogrammé du 22 juillet au 7 août 2021. Les matchs sont joués dans sept stades répartis dans six villes japonaises. Le tournoi est organisé par la Nihon soccer kyôkai (日本サッカー協会) ainsi que par le Comité international olympique. Vingt-cinquième édition d’une épreuve officielle de football lors de Jeux olympiques, elle est cependant considérée comme la vingt-septième par le CIO en raison de l'officialisation rétrospective des tournois de 1900 et 1904, qui restent toutefois ignorés par la FIFA.
Cette épreuve est limitée aux équipes nationales espoirs composées uniquement de joueurs âgés de moins de 24 ans. Toutefois, trois joueurs plus âgés sont autorisés par équipe. L'épreuve est initialement réservée aux joueurs âgés de moins de 23 ans, mais après le report d'un an des Jeux olympiques, il est décidé que les joueurs âgés de moins de 24 ans peuvent y participer.

## Préparation de l'événement

### Désignation du pays hôte
La commission exécutive du Comité international olympique a sélectionné le 23 mai 2012 trois villes candidates officielles parmi une liste de cinq villes postulant à la candidature. Les trois villes retenues (Istanbul, Tokyo et Madrid) ont alors entamé la deuxième phase de la procédure.
À l'issue de celle-ci, le 7 septembre 2013 à Buenos Aires, après avoir étudié les dossiers de chaque ville, le jury désigne Tokyo comme ville hôte des Jeux olympiques de 2020 au terme de trois tours de scrutin. Lors du dernier tour, la capitale japonaise devance Istanbul de 24 voix.
Les deux villes candidates malheureuses avaient prévu plusieurs sites pour le football :
- Istanbul : Nouveau complexe sportif Ali-Sami-Yen (52 650 places), Stade de Kadıköy (50 509 places), Timsah Arena (45 000 places), Antalya Stadyumu (32 539 places) et Nouveau Stade d'Ankara[2].
- Madrid : Stade de La Romareda (33 608 places), Stade de La Rosaleda (28 963 places), Stade José-Zorrilla (26 512 places), Stade Nuevo Arcángel (18 280 places), Stade olympique Lluís-Companys (60 713 places) et Stade Santiago-Bernabéu (81 044 places)[3].

### Lieux des compétitions
Six stades de six villes japonaises accueillent les matchs des deux tournois olympiques.
Quatre d'entre eux ont été construits à l'occasion de la Coupe du monde masculine de football 2002 coorganisée par le Japon et la Corée du Sud. Il s'agit du Sapporo Dome, antre du Hokkaido Consadole Sapporo et qui accueille également les rencontres de baseball du Hokkaido Nippon Ham Fighters, du Stade de Kashima du club des Kashima Antlers, du Stade de Miyagi où évolue le Vegalta Sendai et du Stade Saitama 2002, résidence des Urawa Red Diamonds. Le Stade international de Yokohama a également été utilisé lors de la Coupe du monde 2002, accueillant quatre rencontres dont la finale qui a vu le Brésil l'emporter face à l'Allemagne. Enfin, le Stade Ajinomoto, rebaptisé Stade de Tokyo à l'occasion du tournoi olympique en raison de la politique du CIO, est retenu pour accueillir plusieurs matchs du tournoi masculin, dont la finale, mais aussi les rencontres des tournois de rugby à sept et les épreuves de pentathlon moderne (à l'exception de l'escrime).
| Tokyo | Saitama | Yokohama | Kashima                                       |
| Stade de Tokyo | Stade Saitama | Int. Stadium Yokohama | Stade de Kashima                              |
| Capacité : 49 000 | Capacité : 62 000 | Capacité : 70 000 | Capacité : 42 000                             |
| Photographie intérieure du Stade Ajinomoto | Photographie intérieure du Stade Saitama | Photographie intérieure du Stade Nissan | Photographie intérieure du Stade de Kashima   |
| [[Fichier:Japan location map with side map of the Ryukyu Islands.svg\|500px\|{{#if:Carte du Japon affichant la position géographique des stades\|Carte du Japon affichant la position géographique des stades\|Tournoi masculin de football aux Jeux olympiques d'été de 2020 est dans la page Japon2 .]]Yokohama Saitama Sendai Tokyo Kashima Sapporo | [[Fichier:Japan location map with side map of the Ryukyu Islands.svg\|500px\|{{#if:Carte du Japon affichant la position géographique des stades\|Carte du Japon affichant la position géographique des stades\|Tournoi masculin de football aux Jeux olympiques d'été de 2020 est dans la page Japon2 .]]Yokohama Saitama Sendai Tokyo Kashima Sapporo | [[Fichier:Japan location map with side map of the Ryukyu Islands.svg\|500px\|{{#if:Carte du Japon affichant la position géographique des stades\|Carte du Japon affichant la position géographique des stades\|Tournoi masculin de football aux Jeux olympiques d'été de 2020 est dans la page Japon2 .]]Yokohama Saitama Sendai Tokyo Kashima Sapporo | Sendai                                        |
| [[Fichier:Japan location map with side map of the Ryukyu Islands.svg\|500px\|{{#if:Carte du Japon affichant la position géographique des stades\|Carte du Japon affichant la position géographique des stades\|Tournoi masculin de football aux Jeux olympiques d'été de 2020 est dans la page Japon2 .]]Yokohama Saitama Sendai Tokyo Kashima Sapporo | [[Fichier:Japan location map with side map of the Ryukyu Islands.svg\|500px\|{{#if:Carte du Japon affichant la position géographique des stades\|Carte du Japon affichant la position géographique des stades\|Tournoi masculin de football aux Jeux olympiques d'été de 2020 est dans la page Japon2 .]]Yokohama Saitama Sendai Tokyo Kashima Sapporo | [[Fichier:Japan location map with side map of the Ryukyu Islands.svg\|500px\|{{#if:Carte du Japon affichant la position géographique des stades\|Carte du Japon affichant la position géographique des stades\|Tournoi masculin de football aux Jeux olympiques d'été de 2020 est dans la page Japon2 .]]Yokohama Saitama Sendai Tokyo Kashima Sapporo | Stade de Miyagi                               |
| [[Fichier:Japan location map with side map of the Ryukyu Islands.svg\|500px\|{{#if:Carte du Japon affichant la position géographique des stades\|Carte du Japon affichant la position géographique des stades\|Tournoi masculin de football aux Jeux olympiques d'été de 2020 est dans la page Japon2 .]]Yokohama Saitama Sendai Tokyo Kashima Sapporo | [[Fichier:Japan location map with side map of the Ryukyu Islands.svg\|500px\|{{#if:Carte du Japon affichant la position géographique des stades\|Carte du Japon affichant la position géographique des stades\|Tournoi masculin de football aux Jeux olympiques d'été de 2020 est dans la page Japon2 .]]Yokohama Saitama Sendai Tokyo Kashima Sapporo | [[Fichier:Japan location map with side map of the Ryukyu Islands.svg\|500px\|{{#if:Carte du Japon affichant la position géographique des stades\|Carte du Japon affichant la position géographique des stades\|Tournoi masculin de football aux Jeux olympiques d'été de 2020 est dans la page Japon2 .]]Yokohama Saitama Sendai Tokyo Kashima Sapporo | Capacité : 48 000                             |
| [[Fichier:Japan location map with side map of the Ryukyu Islands.svg\|500px\|{{#if:Carte du Japon affichant la position géographique des stades\|Carte du Japon affichant la position géographique des stades\|Tournoi masculin de football aux Jeux olympiques d'été de 2020 est dans la page Japon2 .]]Yokohama Saitama Sendai Tokyo Kashima Sapporo | [[Fichier:Japan location map with side map of the Ryukyu Islands.svg\|500px\|{{#if:Carte du Japon affichant la position géographique des stades\|Carte du Japon affichant la position géographique des stades\|Tournoi masculin de football aux Jeux olympiques d'été de 2020 est dans la page Japon2 .]]Yokohama Saitama Sendai Tokyo Kashima Sapporo | [[Fichier:Japan location map with side map of the Ryukyu Islands.svg\|500px\|{{#if:Carte du Japon affichant la position géographique des stades\|Carte du Japon affichant la position géographique des stades\|Tournoi masculin de football aux Jeux olympiques d'été de 2020 est dans la page Japon2 .]]Yokohama Saitama Sendai Tokyo Kashima Sapporo | Photographie intérieure du Stade de Miyagi    |
| [[Fichier:Japan location map with side map of the Ryukyu Islands.svg\|500px\|{{#if:Carte du Japon affichant la position géographique des stades\|Carte du Japon affichant la position géographique des stades\|Tournoi masculin de football aux Jeux olympiques d'été de 2020 est dans la page Japon2 .]]Yokohama Saitama Sendai Tokyo Kashima Sapporo | [[Fichier:Japan location map with side map of the Ryukyu Islands.svg\|500px\|{{#if:Carte du Japon affichant la position géographique des stades\|Carte du Japon affichant la position géographique des stades\|Tournoi masculin de football aux Jeux olympiques d'été de 2020 est dans la page Japon2 .]]Yokohama Saitama Sendai Tokyo Kashima Sapporo | [[Fichier:Japan location map with side map of the Ryukyu Islands.svg\|500px\|{{#if:Carte du Japon affichant la position géographique des stades\|Carte du Japon affichant la position géographique des stades\|Tournoi masculin de football aux Jeux olympiques d'été de 2020 est dans la page Japon2 .]]Yokohama Saitama Sendai Tokyo Kashima Sapporo | Sapporo                                       |
| [[Fichier:Japan location map with side map of the Ryukyu Islands.svg\|500px\|{{#if:Carte du Japon affichant la position géographique des stades\|Carte du Japon affichant la position géographique des stades\|Tournoi masculin de football aux Jeux olympiques d'été de 2020 est dans la page Japon2 .]]Yokohama Saitama Sendai Tokyo Kashima Sapporo | [[Fichier:Japan location map with side map of the Ryukyu Islands.svg\|500px\|{{#if:Carte du Japon affichant la position géographique des stades\|Carte du Japon affichant la position géographique des stades\|Tournoi masculin de football aux Jeux olympiques d'été de 2020 est dans la page Japon2 .]]Yokohama Saitama Sendai Tokyo Kashima Sapporo | [[Fichier:Japan location map with side map of the Ryukyu Islands.svg\|500px\|{{#if:Carte du Japon affichant la position géographique des stades\|Carte du Japon affichant la position géographique des stades\|Tournoi masculin de football aux Jeux olympiques d'été de 2020 est dans la page Japon2 .]]Yokohama Saitama Sendai Tokyo Kashima Sapporo | Sapporo Dome                                  |
| [[Fichier:Japan location map with side map of the Ryukyu Islands.svg\|500px\|{{#if:Carte du Japon affichant la position géographique des stades\|Carte du Japon affichant la position géographique des stades\|Tournoi masculin de football aux Jeux olympiques d'été de 2020 est dans la page Japon2 .]]Yokohama Saitama Sendai Tokyo Kashima Sapporo | [[Fichier:Japan location map with side map of the Ryukyu Islands.svg\|500px\|{{#if:Carte du Japon affichant la position géographique des stades\|Carte du Japon affichant la position géographique des stades\|Tournoi masculin de football aux Jeux olympiques d'été de 2020 est dans la page Japon2 .]]Yokohama Saitama Sendai Tokyo Kashima Sapporo | [[Fichier:Japan location map with side map of the Ryukyu Islands.svg\|500px\|{{#if:Carte du Japon affichant la position géographique des stades\|Carte du Japon affichant la position géographique des stades\|Tournoi masculin de football aux Jeux olympiques d'été de 2020 est dans la page Japon2 .]]Yokohama Saitama Sendai Tokyo Kashima Sapporo | Capacité : 42 000                             |
| [[Fichier:Japan location map with side map of the Ryukyu Islands.svg\|500px\|{{#if:Carte du Japon affichant la position géographique des stades\|Carte du Japon affichant la position géographique des stades\|Tournoi masculin de football aux Jeux olympiques d'été de 2020 est dans la page Japon2 .]]Yokohama Saitama Sendai Tokyo Kashima Sapporo | [[Fichier:Japan location map with side map of the Ryukyu Islands.svg\|500px\|{{#if:Carte du Japon affichant la position géographique des stades\|Carte du Japon affichant la position géographique des stades\|Tournoi masculin de football aux Jeux olympiques d'été de 2020 est dans la page Japon2 .]]Yokohama Saitama Sendai Tokyo Kashima Sapporo | [[Fichier:Japan location map with side map of the Ryukyu Islands.svg\|500px\|{{#if:Carte du Japon affichant la position géographique des stades\|Carte du Japon affichant la position géographique des stades\|Tournoi masculin de football aux Jeux olympiques d'été de 2020 est dans la page Japon2 .]]Yokohama Saitama Sendai Tokyo Kashima Sapporo | Photographie intérieure du Stade Sapporo Dome |

## Acteurs du tournoi

### Équipes qualifiées

Équipes qualifiées pour les tournois masculin et féminin
Équipes qualifiées pour le tournoi masculin
Équipes qualifiées pour le tournoi féminin

Chaque comité national olympique peut engager une seule équipe dans la compétition.
Les épreuves qualificatives du tournoi masculin de football des jeux olympiques se déroulent de juin 2019 à avril 2020. En tant que pays hôte, le Japon est qualifié d'office, tandis que les autres équipes passent par différends modes de qualifications continentales.
Les confédérations africaine, asiatique et européenne s'appuient sur les championnats continentaux du football espoirs tandis que les deux confédérations américaines et l'océanienne organisent des tournois de qualification spécifiques.
| Tournoi qualificatif                                 | Date                          | Lieu               | Places | Qualifiés                              |
| ---------------------------------------------------- | ----------------------------- | ------------------ | ------ | -------------------------------------- |
| Pays organisateur                                    |                               |                    | 1      | Japon                                  |
| Euro espoirs 2019                                    | 16-30 juin 2019               | Italie Saint-Marin | 4      | Allemagne Espagne France Roumanie      |
| Tournoi pré-olympique masculin de l'OFC 2019         | 21 septembre - 5 octobre 2019 | Fidji              | 1      | Nouvelle-Zélande                       |
| Tournoi pré-olympique CONCACAF                       | 18-30 mars 2021               | Mexique            | 2      | Mexique Honduras                       |
| Coupe d'Afrique des nations des moins de 23 ans 2019 | 8-22 novembre 2019            | Égypte             | 3      | Côte d'Ivoire Égypte Afrique du Sud    |
| Championnat d'Asie de football des moins de 23 ans   | 8-26 janvier 2020             | Thaïlande          | 3      | Arabie saoudite Australie Corée du Sud |
| Tournoi pré-olympique CONMEBOL                       | 18 janvier - 9 février 2020   | Colombie           | 2      | Argentine Brésil                       |
| Total                                                |                               |                    | 16     |                                        |

### Joueurs
Le tournoi masculin de football est réservé aux équipes nationales espoirs (moins de 23 ans), à savoir des joueurs nés à partir du 1er janvier 1997, mais trois joueurs de plus de 23 ans dans chaque équipe sont autorisés à prendre part à la compétition.

### Arbitres
| Confédérations | Arbitres             | Arbitres assistants                |
| -------------- | -------------------- | ---------------------------------- |
| AFC            | Chris Beath          | Ashley Beecham Anton Schetinin     |
| AFC            | Adham Makhadmeh (en) | Mohammad Al-Kalaf Ahmad Al-Roalle  |
| CAF            | Victor Gomes         | Arsenio Marengula Souru Phatsoane  |
| CAF            | Bamlak Tessema       | Gilbert Cheruiyot Mohammed Ibrahim |
| CONCACAF       | Iván Barton          | David Moran Zachari Zeegelaar      |
| CONCACAF       | Ismail Elfath        | Kyle Atkins Corey Parker           |
| CONMEBOL       | Leodán González (de) | Nicolás Taran Richard Trinidad     |
| CONMEBOL       | Kevin Ortega         | Michael Orué Jesús Sánchez         |
| CONMEBOL       | Jesús Valenzuela     | Tulio Moreno Lubin Torrealba       |
| OFC            | Matthew Conger       | Tevita Makasini Mark Rule          |
| UEFA           | Orel Grinfeld        | Roy Hassan Idan Yarkoni            |
| UEFA           | Srđan Jovanović (en) | Milan Mihajlovic Uros Stojkovic    |
| UEFA           | Georgi Kabakov (en)  | Martin Margaritov Diyan Valkov     |
| UEFA           | Artur Dias           | Paulo Santos Rui Tavares           |

| Confédérations | Arbitres VAR       |
| -------------- | ------------------ |
| AFC            | Abdulla Al-Marri   |
| AFC            | Fu Ming            |
| AFC            | Muhammad Taqi      |
| CAF            | Mahmoud Ashour     |
| CAF            | Adil Zourak        |
| CONCACAF       | Edvin Jurisevic    |
| CONCACAF       | Erick Miranda      |
| CONCACAF       | Chris Penso        |
| CONMEBOL       | Andrés Cunha       |
| CONMEBOL       | Nicolás Gallo      |
| CONMEBOL       | Wagner Reway       |
| CONMEBOL       | Mauro Vigliano     |
| UEFA           | Abdulkadir Bitigen |
| UEFA           | Guillermo Cuadra   |
| UEFA           | Marco Guida        |
| UEFA           | Tiago Martins      |
| UEFA           | Benoît Millot      |
| UEFA           | Paweł Raczkowski   |
| UEFA           | Roi Reinshreiber   |
| UEFA           | Bibiana Steinhaus  |

### Tirage au sort
Les sélections masculines seront réparties en quatre chapeaux en fonction de leurs performances lors des cinq derniers Tournois Olympiques de Football. Celles-ci sont toutefois pondérées de façon à donner davantage d'importance aux résultats les plus récents. En outre, un bonus est accordé aux pays qui ont terminé en tête de leurs qualifications continentales.
| Chapeau 1                                       | Chapeau 2                          | Chapeau 3                                            | Chapeau 4                                 |
| ----------------------------------------------- | ---------------------------------- | ---------------------------------------------------- | ----------------------------------------- |
| Japon (pays hôte) Brésil Argentine Corée du Sud | Mexique Allemagne Honduras Espagne | Égypte Nouvelle-Zélande Côte d'Ivoire Afrique du Sud | Australie Arabie saoudite France Roumanie |

Le tirage au sort du tournoi olympique a lieu le 21 avril 2021.
| Groupe A            | Groupe B              | Groupe C       | Groupe D             |
| ------------------- | --------------------- | -------------- | -------------------- |
| (A1) Japon          | (B1) Nouvelle-Zélande | (C1) Égypte    | (D1) Brésil          |
| (A2) Afrique du Sud | (B2) Corée du Sud     | (C2) Espagne   | (D2) Allemagne       |
| (A3) Mexique        | (B3) Honduras         | (C3) Argentine | (D3) Côte d'Ivoire   |
| (A4) France         | (B4) Roumanie         | (C4) Australie | (D4) Arabie saoudite |

## Premier tour
Les deux premières équipes de chaque groupe sont qualifiées pour les quarts de finale.

### Groupe A
| Rang | Équipe         | Pts | J | G | N | P | Bp | Bc | Diff |
| ---- | -------------- | --- | - | - | - | - | -- | -- | ---- |
| 1    | Japon          | 9   | 3 | 3 | 0 | 0 | 7  | 1  | +6   |
| 2    | Mexique        | 6   | 3 | 2 | 0 | 1 | 8  | 3  | +5   |
| 3    | France         | 3   | 3 | 1 | 0 | 2 | 5  | 11 | -6   |
| 4    | Afrique du Sud | 0   | 3 | 0 | 0 | 3 | 3  | 8  | -5   |

     Équipes qualifiées ; Pts = points ; J = joués ; G = gagnés ; N = nuls ; P = perdus ;

Bp = buts pour ; Bc = buts contre ; Diff = différence de buts.
1re journée
| 22 juillet 2021     | Mexique | 4 - 1   | France |                                                                                                   |                                                                                                   |
| 17 h 00 (UTC+09:00) | ( Lainez) Vega 47e · ( Rodríguez) Córdova 55e · ( Romo) Antuna 80e · Aguirre 90+1e                                                                                      | (0 - 0) | 69e (pen.) Gignac | Stade de Tokyo, Tokyo Spectateurs : 0 (huis clos) Arbitrage : Chris Beath Arbitre vidéo : Fu Ming | Stade de Tokyo, Tokyo Spectateurs : 0 (huis clos) Arbitrage : Chris Beath Arbitre vidéo : Fu Ming |
| 17 h 00 (UTC+09:00) | Rapport |         | | Stade de Tokyo, Tokyo Spectateurs : 0 (huis clos) Arbitrage : Chris Beath Arbitre vidéo : Fu Ming | Stade de Tokyo, Tokyo Spectateurs : 0 (huis clos) Arbitrage : Chris Beath Arbitre vidéo : Fu Ming |
| 17 h 00 (UTC+09:00) | Ochoa - Sánchez, Montes, Vásquez, Er. Aguirre - Romo, Rodríguez, Córdova ( 71e Esquivel) - Lainez ( 71e Antuna), Martín ( 88e Ed. Aguirre), Vega ( 20e) ( 83e Alvarado) | Équipes | Bernardoni - Michelin ( 16e), Kalulu, Sagnan, Caci ( 75e) ( 90e Bard) - Savanier, Tousart ( 60e Beka Beka) - Thauvin ( 79e Mbuku), Le Fée, Nordin ( 60e Kolo Muani) - Gignac | Stade de Tokyo, Tokyo Spectateurs : 0 (huis clos) Arbitrage : Chris Beath Arbitre vidéo : Fu Ming | Stade de Tokyo, Tokyo Spectateurs : 0 (huis clos) Arbitrage : Chris Beath Arbitre vidéo : Fu Ming |

| 22 juillet 2021     | Japon | 1 - 0   | Afrique du Sud | | |
| 20 h 00 (UTC+09:00) | ( Tanaka) Kubo 71e | (0 - 0) | | Stade de Tokyo, Tokyo Spectateurs : 0 (huis clos) Arbitrage : Jesús Valenzuela Arbitre vidéo : Mauro Vigliano | Stade de Tokyo, Tokyo Spectateurs : 0 (huis clos) Arbitrage : Jesús Valenzuela Arbitre vidéo : Mauro Vigliano |
| 20 h 00 (UTC+09:00) | Rapport |         | | Stade de Tokyo, Tokyo Spectateurs : 0 (huis clos) Arbitrage : Jesús Valenzuela Arbitre vidéo : Mauro Vigliano | Stade de Tokyo, Tokyo Spectateurs : 0 (huis clos) Arbitrage : Jesús Valenzuela Arbitre vidéo : Mauro Vigliano |
| 20 h 00 (UTC+09:00) | Tani - Sakai, Nakayama ( 72e Hatate), Itakura, Yoshida - Endō ( 37e), Kubo, Miyoshi ( 60e Soma), Doan ( 57e) ( 85e Machida), Tanaka - Hayashi ( 72e Ueda) | Équipes | Williams - Fleurs, Mabiliso, Malepe , Mukumela - Mokoena, Cele, Singh, Mosele ( 90e Ngcobo), Frosler ( 79e Kodisang) - Makgopa | Stade de Tokyo, Tokyo Spectateurs : 0 (huis clos) Arbitrage : Jesús Valenzuela Arbitre vidéo : Mauro Vigliano | Stade de Tokyo, Tokyo Spectateurs : 0 (huis clos) Arbitrage : Jesús Valenzuela Arbitre vidéo : Mauro Vigliano |

2e journée
| Match 10                            | France                                                                                           | 4 - 3   | Afrique du Sud                                                | | |
| 25 juillet 2021 17 h 00 (UTC+09:00) | ( Kolo Muani) Gignac 57e · ( Michelin) Gignac 78e · Gignac 86e (pen.) · ( Gignac) Savanier 90+2e | (0 - 0) | 53e Kodisang · 73e Makgopa (Kodisang ) · 81e Mokoena (Singh ) | Stade Saitama 2002, Saitama Spectateurs : 0 (huis clos) Arbitrage : Kevin Ortega Arbitre vidéo : Andrés Cunha | Stade Saitama 2002, Saitama Spectateurs : 0 (huis clos) Arbitrage : Kevin Ortega Arbitre vidéo : Andrés Cunha |
| 25 juillet 2021 17 h 00 (UTC+09:00) | Nkounkou 20e · Savanier 68e                                                                      | Rapport | 16e Mokoena · 84e Williams                                    | Stade Saitama 2002, Saitama Spectateurs : 0 (huis clos) Arbitrage : Kevin Ortega Arbitre vidéo : Andrés Cunha | Stade Saitama 2002, Saitama Spectateurs : 0 (huis clos) Arbitrage : Kevin Ortega Arbitre vidéo : Andrés Cunha |

| Match 9                             | Japon                             | 2 - 1   | Mexique                                                | | |
| 25 juillet 2021 20 h 00 (UTC+09:00) | ( Doan) Kubo 6e · Doan 11e (pen.) | (2 - 0) | 85e Alvarado                                           | Stade Saitama 2002, Saitama Spectateurs : 0 (huis clos) Arbitrage : Artur Soares Dias Arbitre vidéo : Guillermo Cuadra Fernández | Stade Saitama 2002, Saitama Spectateurs : 0 (huis clos) Arbitrage : Artur Soares Dias Arbitre vidéo : Guillermo Cuadra Fernández |
| 25 juillet 2021 20 h 00 (UTC+09:00) | Sakai 47e · Tanaka 48e            | Rapport | 11e Montes · 25e Rodríguez · 29e Sánchez · 68e Vásquez | Stade Saitama 2002, Saitama Spectateurs : 0 (huis clos) Arbitrage : Artur Soares Dias Arbitre vidéo : Guillermo Cuadra Fernández | Stade Saitama 2002, Saitama Spectateurs : 0 (huis clos) Arbitrage : Artur Soares Dias Arbitre vidéo : Guillermo Cuadra Fernández |

3e journée
| Match 17                            | France                                      | 0 - 4   | Japon                                                              | | |
| 28 juillet 2021 20 h 30 (UTC+09:00) |                                             | (0 - 2) | 27e Kubo · 34e Sakai · 70e Miyoshi (Hatate ) · 90+1e Maeda (Soma ) | Stade Nissan, Yokohama Spectateurs : 0 (huis clos) Arbitrage : Iván Barton Arbitre vidéo : Nicolás Gallo | Stade Nissan, Yokohama Spectateurs : 0 (huis clos) Arbitrage : Iván Barton Arbitre vidéo : Nicolás Gallo |
| 28 juillet 2021 20 h 30 (UTC+09:00) | Pembélé 58e · Michelin 66e · Kolo Muani 72e | Rapport | 22e Tomiyasu · 44e Sakai                                           | Stade Nissan, Yokohama Spectateurs : 0 (huis clos) Arbitrage : Iván Barton Arbitre vidéo : Nicolás Gallo | Stade Nissan, Yokohama Spectateurs : 0 (huis clos) Arbitrage : Iván Barton Arbitre vidéo : Nicolás Gallo |

| Match 18                            | Afrique du Sud                     | 0 - 3   | Mexique                                                 | | |
| 28 juillet 2021 20 h 30 (UTC+09:00) |                                    | (0 - 2) | 18e Vega (Martín ) · 45e Romo · 60e Martín (Rodríguez ) | Dôme de Sapporo, Sapporo Spectateurs : 0 (huis clos) Arbitrage : Matthew Conger Arbitre vidéo : Marco Guida | Dôme de Sapporo, Sapporo Spectateurs : 0 (huis clos) Arbitrage : Matthew Conger Arbitre vidéo : Marco Guida |
| 28 juillet 2021 20 h 30 (UTC+09:00) | Mohamme 4e · Malepe 58e · Cele 75e | Rapport | 66e Rodríguez                                           | Dôme de Sapporo, Sapporo Spectateurs : 0 (huis clos) Arbitrage : Matthew Conger Arbitre vidéo : Marco Guida | Dôme de Sapporo, Sapporo Spectateurs : 0 (huis clos) Arbitrage : Matthew Conger Arbitre vidéo : Marco Guida |

### Groupe B
| Rang | Équipe           | Pts | J | G | N | P | Bp | Bc | Diff |
| ---- | ---------------- | --- | - | - | - | - | -- | -- | ---- |
| 1    | Corée du Sud     | 6   | 3 | 2 | 0 | 1 | 10 | 1  | +9   |
| 2    | Nouvelle-Zélande | 4   | 3 | 1 | 1 | 1 | 3  | 3  | 0    |
| 3    | Roumanie         | 4   | 3 | 1 | 1 | 1 | 1  | 4  | -3   |
| 4    | Honduras         | 3   | 3 | 1 | 0 | 2 | 3  | 9  | -6   |

     Équipes qualifiées ; Pts = points ; J = joués ; G = gagnés ; N = nuls ; P = perdus ;

Bp = buts pour ; Bc = buts contre ; Diff = différence de buts.
1re journée
| Match 3                             | Nouvelle-Zélande | 1 - 0   | Corée du Sud | | |
| 22 juillet 2021 17 h 00 (UTC+09:00) | C. Wood 70e      | (0 - 0) |              | Stade de Kashima, Kashima Spectateurs : 0 (huis clos) Arbitrage : Victor Gomes Arbitre vidéo : Benoît Millot | Stade de Kashima, Kashima Spectateurs : 0 (huis clos) Arbitrage : Victor Gomes Arbitre vidéo : Benoît Millot |
| 22 juillet 2021 17 h 00 (UTC+09:00) | Lewis 78e        | Rapport |              | Stade de Kashima, Kashima Spectateurs : 0 (huis clos) Arbitrage : Victor Gomes Arbitre vidéo : Benoît Millot | Stade de Kashima, Kashima Spectateurs : 0 (huis clos) Arbitrage : Victor Gomes Arbitre vidéo : Benoît Millot |

| Match 4                             | Honduras                | 0 - 1   | Roumanie                            | | |
| 22 juillet 2021 20 h 00 (UTC+09:00) |                         | (0 - 1) | 45+1e (csc) Oliva                   | Stade de Kashima, Kashima Spectateurs : 0 (huis clos) Arbitrage : Leodán González Arbitre vidéo : Andrés Cunha | Stade de Kashima, Kashima Spectateurs : 0 (huis clos) Arbitrage : Leodán González Arbitre vidéo : Andrés Cunha |
| 22 juillet 2021 20 h 00 (UTC+09:00) | Oliva 26e · Alvarez 48e | Rapport | 44e Dobre · 71e Dulca · 82e Sintean | Stade de Kashima, Kashima Spectateurs : 0 (huis clos) Arbitrage : Leodán González Arbitre vidéo : Andrés Cunha | Stade de Kashima, Kashima Spectateurs : 0 (huis clos) Arbitrage : Leodán González Arbitre vidéo : Andrés Cunha |

2e journée
| Match 11                            | Nouvelle-Zélande                 | 2 - 3   | Honduras                                                 | | |
| 25 juillet 2021 17 h 00 (UTC+09:00) | Cacace 10e · ( Just) C. Wood 49e | (1 - 1) | 45+1e Palma (Reyes ) · 78e Obregón · 87e Rivas (Pineda ) | Stade de Kashima, Kashima Spectateurs : 0 (huis clos) Arbitrage : Orel Grinfeld Arbitre vidéo : Roi Reinshreiber | Stade de Kashima, Kashima Spectateurs : 0 (huis clos) Arbitrage : Orel Grinfeld Arbitre vidéo : Roi Reinshreiber |
| 25 juillet 2021 17 h 00 (UTC+09:00) | Waine 75e · Stamenic 85e         | Rapport | 36e Decas                                                | Stade de Kashima, Kashima Spectateurs : 0 (huis clos) Arbitrage : Orel Grinfeld Arbitre vidéo : Roi Reinshreiber | Stade de Kashima, Kashima Spectateurs : 0 (huis clos) Arbitrage : Orel Grinfeld Arbitre vidéo : Roi Reinshreiber |

| Match 12                            | Roumanie                           | 0 - 4   | Corée du Sud                                                                  | | |
| 25 juillet 2021 20 h 00 (UTC+09:00) |                                    | (0 - 1) | 27e (csc) Marin · 59e Um (Lee D.J. ) · 84e (pen.) Lee K. · 90e Lee K. (Kang ) | Stade de Kashima, Kashima Spectateurs : 0 (huis clos) Arbitrage : Jesús Valenzuela Arbitre vidéo : Mauro Vigliano | Stade de Kashima, Kashima Spectateurs : 0 (huis clos) Arbitrage : Jesús Valenzuela Arbitre vidéo : Mauro Vigliano |
| 25 juillet 2021 20 h 00 (UTC+09:00) | I. Gheorghe 25e, 45e · Pascanu 66e | Rapport | 8e Jeong S.                                                                   | Stade de Kashima, Kashima Spectateurs : 0 (huis clos) Arbitrage : Jesús Valenzuela Arbitre vidéo : Mauro Vigliano | Stade de Kashima, Kashima Spectateurs : 0 (huis clos) Arbitrage : Jesús Valenzuela Arbitre vidéo : Mauro Vigliano |

3e journée
| Match 19                            | Roumanie                 | 0 - 0   | Nouvelle-Zélande                        | | |
| 28 juillet 2021 17 h 30 (UTC+09:00) |                          | (0 - 0) |                                         | Dôme de Sapporo, Sapporo Spectateurs : 0 (huis clos) Arbitrage : Kevin Ortega Arbitre vidéo : Andrés Cunha | Dôme de Sapporo, Sapporo Spectateurs : 0 (huis clos) Arbitrage : Kevin Ortega Arbitre vidéo : Andrés Cunha |
| 28 juillet 2021 17 h 30 (UTC+09:00) | Chindriș 28e · Dulca 30e | Rapport | 21e Garbett · 42e Elliot · 89e Stamenic | Dôme de Sapporo, Sapporo Spectateurs : 0 (huis clos) Arbitrage : Kevin Ortega Arbitre vidéo : Andrés Cunha | Dôme de Sapporo, Sapporo Spectateurs : 0 (huis clos) Arbitrage : Kevin Ortega Arbitre vidéo : Andrés Cunha |

| Match 20                            | Corée du Sud                                                                                       | 6 - 0   | Honduras                                            | | |
| 28 juillet 2021 17 h 30 (UTC+09:00) | Hwang 12e (pen.) 45+5e 52e (pen.) · Won 19e (pen.) · ( Seol) Kim Jin-y. 64e · ( Kim D.) Lee K. 82e | (3 - 0) |                                                     | Stade Nissan, Yokohama Spectateurs : 0 (huis clos) Arbitrage : Georgi Kabakov Arbitre vidéo : Adil Zourak | Stade Nissan, Yokohama Spectateurs : 0 (huis clos) Arbitrage : Georgi Kabakov Arbitre vidéo : Adil Zourak |
| 28 juillet 2021 17 h 30 (UTC+09:00) | Lee K. 65e                                                                                         | Rapport | 17e 39e Ca. Meléndez · 26e Núñez · 51e Cr. Mélendez | Stade Nissan, Yokohama Spectateurs : 0 (huis clos) Arbitrage : Georgi Kabakov Arbitre vidéo : Adil Zourak | Stade Nissan, Yokohama Spectateurs : 0 (huis clos) Arbitrage : Georgi Kabakov Arbitre vidéo : Adil Zourak |

### Groupe C
| Rang | Équipe    | Pts | J | G | N | P | Bp | Bc | Diff |
| ---- | --------- | --- | - | - | - | - | -- | -- | ---- |
| 1    | Espagne   | 5   | 3 | 1 | 2 | 0 | 2  | 1  | +1   |
| 2    | Égypte    | 4   | 3 | 1 | 1 | 1 | 2  | 1  | +1   |
| 3    | Argentine | 4   | 3 | 1 | 1 | 1 | 2  | 3  | -1   |
| 4    | Australie | 3   | 3 | 1 | 0 | 2 | 2  | 3  | -1   |

     Équipes qualifiées ; Pts = points ; J = joués ; G = gagnés ; N = nuls ; P = perdus ;

Bp = buts pour ; Bc = buts contre ; Diff = différence de buts.
1re journée
| Match 5                             | Égypte                                              | 0 - 0   | Espagne | | |
| 22 juillet 2021 16 h 30 (UTC+09:00) |                                                     | (0 - 0) |         | Dôme de Sapporo, Sapporo Spectateurs : 0 (huis clos) Arbitrage : Adham Makhadmeh Arbitre vidéo : Abdulla Al-Marri | Dôme de Sapporo, Sapporo Spectateurs : 0 (huis clos) Arbitrage : Adham Makhadmeh Arbitre vidéo : Abdulla Al-Marri |
| 22 juillet 2021 16 h 30 (UTC+09:00) | Foutouh 5e · Mohamed 44e · Hegazy 78e · Galal 90+2e | Rapport |         | Dôme de Sapporo, Sapporo Spectateurs : 0 (huis clos) Arbitrage : Adham Makhadmeh Arbitre vidéo : Abdulla Al-Marri | Dôme de Sapporo, Sapporo Spectateurs : 0 (huis clos) Arbitrage : Adham Makhadmeh Arbitre vidéo : Abdulla Al-Marri |

| Match 6                             | Argentine                                                | 0 - 2   | Australie                                                                                       | | |
| 22 juillet 2021 19 h 30 (UTC+09:00) |                                                          | (0 - 1) | 14e Wales (Duke ) · 80e Tilio (Duke )                                                           | Dôme de Sapporo, Sapporo Spectateurs : 0 (huis clos) Arbitrage : Srđan Jovanović Arbitre vidéo : Tiago Martins | Dôme de Sapporo, Sapporo Spectateurs : 0 (huis clos) Arbitrage : Srđan Jovanović Arbitre vidéo : Tiago Martins |
| 22 juillet 2021 19 h 30 (UTC+09:00) | Ortega 45+1e, 45+2e · Gaich 63e · Medina 67e · Ponce 85e | Rapport | 32e Duke · 45+2e McGree · 48e Atkinson · 50e Metcalfe · 56e Genreau · 86e Souttar · 90+1e Watts | Dôme de Sapporo, Sapporo Spectateurs : 0 (huis clos) Arbitrage : Srđan Jovanović Arbitre vidéo : Tiago Martins | Dôme de Sapporo, Sapporo Spectateurs : 0 (huis clos) Arbitrage : Srđan Jovanović Arbitre vidéo : Tiago Martins |

2e journée
| Match 13                            | Égypte | 0 - 1   | Argentine                                             | | |
| 25 juillet 2021 16 h 30 (UTC+09:00) |        | (0 - 0) | 52e Medina                                            | Dôme de Sapporo, Sapporo Spectateurs : 0 (huis clos) Arbitrage : Georgi Kabakov Arbitre vidéo : Abdulla Al-Marri | Dôme de Sapporo, Sapporo Spectateurs : 0 (huis clos) Arbitrage : Georgi Kabakov Arbitre vidéo : Abdulla Al-Marri |
| 25 juillet 2021 16 h 30 (UTC+09:00) |        | Rapport | 72e Ponce · 84e Belmonte · 84e De la Vega · 86e Pérez | Dôme de Sapporo, Sapporo Spectateurs : 0 (huis clos) Arbitrage : Georgi Kabakov Arbitre vidéo : Abdulla Al-Marri | Dôme de Sapporo, Sapporo Spectateurs : 0 (huis clos) Arbitrage : Georgi Kabakov Arbitre vidéo : Abdulla Al-Marri |

| Match 14                            | Australie                                          | 0 - 1   | Espagne                  | | |
| 25 juillet 2021 19 h 30 (UTC+09:00) |                                                    | (0 - 0) | 81e Oyarzabal (Asensio ) | Dôme de Sapporo, Sapporo Spectateurs : 0 (huis clos) Arbitrage : Bamlak Tessema Weyesa Arbitre vidéo : Bibiana Steinhaus | Dôme de Sapporo, Sapporo Spectateurs : 0 (huis clos) Arbitrage : Bamlak Tessema Weyesa Arbitre vidéo : Bibiana Steinhaus |
| 25 juillet 2021 19 h 30 (UTC+09:00) | Wales 43e · McGree 53e · Duke 57e · Atkinson 90+5e | Rapport | 3e Gil · 90+1e Simón     | Dôme de Sapporo, Sapporo Spectateurs : 0 (huis clos) Arbitrage : Bamlak Tessema Weyesa Arbitre vidéo : Bibiana Steinhaus | Dôme de Sapporo, Sapporo Spectateurs : 0 (huis clos) Arbitrage : Bamlak Tessema Weyesa Arbitre vidéo : Bibiana Steinhaus |

3e journée
| Match 21                            | Espagne            | 1 - 1   | Argentine                                                                       | | |
| 28 juillet 2021 20 h 00 (UTC+09:00) | ( Olmo) Merino 66e | (0 - 0) | 87e Belmonte (Almada )                                                          | Stade Saitama 2002, Saitama Spectateurs : 0 (huis clos) Arbitrage : Ismail Elfath Arbitre vidéo : Chris Penso | Stade Saitama 2002, Saitama Spectateurs : 0 (huis clos) Arbitrage : Ismail Elfath Arbitre vidéo : Chris Penso |
| 28 juillet 2021 20 h 00 (UTC+09:00) | Ó. Gil 83e         | Rapport | 10e Pérez · 53e Vera · 58e Colombatto · 61e Payero · 81e Bravo · 90+2e Mosevich | Stade Saitama 2002, Saitama Spectateurs : 0 (huis clos) Arbitrage : Ismail Elfath Arbitre vidéo : Chris Penso | Stade Saitama 2002, Saitama Spectateurs : 0 (huis clos) Arbitrage : Ismail Elfath Arbitre vidéo : Chris Penso |

| Match 22                            | Australie  | 0 - 2   | Égypte                             | | |
| 28 juillet 2021 20 h 00 (UTC+09:00) |            | (0 - 1) | 44e Rayyan (Sobhi ) · 85e A. Hamdy | Stade de Miyagi, Rifu Spectateurs : 0 (huis clos) Arbitrage : Artur Soares Dias Arbitre vidéo : Paweł Raczkowski | Stade de Miyagi, Rifu Spectateurs : 0 (huis clos) Arbitrage : Artur Soares Dias Arbitre vidéo : Paweł Raczkowski |
| 28 juillet 2021 20 h 00 (UTC+09:00) | Baccus 78e | Rapport | 36e Tawfik · 90+2e A. Hamdy        | Stade de Miyagi, Rifu Spectateurs : 0 (huis clos) Arbitrage : Artur Soares Dias Arbitre vidéo : Paweł Raczkowski | Stade de Miyagi, Rifu Spectateurs : 0 (huis clos) Arbitrage : Artur Soares Dias Arbitre vidéo : Paweł Raczkowski |

### Groupe D
| Rang | Équipe          | Pts | J | G | N | P | Bp | Bc | Diff |
| ---- | --------------- | --- | - | - | - | - | -- | -- | ---- |
| 1    | Brésil          | 7   | 3 | 2 | 1 | 0 | 7  | 3  | +4   |
| 2    | Côte d'Ivoire   | 5   | 3 | 1 | 2 | 0 | 3  | 2  | +1   |
| 3    | Allemagne       | 4   | 3 | 1 | 1 | 1 | 6  | 7  | -1   |
| 4    | Arabie saoudite | 0   | 3 | 0 | 0 | 3 | 4  | 8  | -4   |

     Équipes qualifiées ; Pts = points ; J = joués ; G = gagnés ; N = nuls ; P = perdus ;

Bp = buts pour ; Bc = buts contre ; Diff = différence de buts.
1re journée
| Match 7                             | Brésil                                                                                             | 4 - 2   | Allemagne                                                                 | | |
| 22 juillet 2021 20 h 30 (UTC+09:00) | Richarlison 7e · ( Arana) Richarlison 22e · ( Cunha) Richarlison 30e · ( Guimarães) Paulinho 90+5e | (3 - 0) | 57e Amiri · 84e Ache (Raum )                                              | Stade Nissan, Yokohama Spectateurs : 0 (huis clos) Arbitrage : Iván Barton Arbitre vidéo : Marco Guida | Stade Nissan, Yokohama Spectateurs : 0 (huis clos) Arbitrage : Iván Barton Arbitre vidéo : Marco Guida |
| 22 juillet 2021 20 h 30 (UTC+09:00) | D. Luiz 83e                                                                                        | Rapport | 26e Pieper · 35e, 63e Arnold · 59e Stach · 86e Henrichs · 87e Torunarigha | Stade Nissan, Yokohama Spectateurs : 0 (huis clos) Arbitrage : Iván Barton Arbitre vidéo : Marco Guida | Stade Nissan, Yokohama Spectateurs : 0 (huis clos) Arbitrage : Iván Barton Arbitre vidéo : Marco Guida |

| Match 8                             | Côte d'Ivoire                               | 2 - 1   | Arabie saoudite               | | |
| 22 juillet 2021 17 h 30 (UTC+09:00) | Al-Amri 39e (csc) · ( A. Diallo) Kessié 66e | (1 - 1) | 44e Al-Dawsari                | Stade Nissan, Yokohama Spectateurs : 0 (huis clos) Arbitrage : Matthew Conger Arbitre vidéo : Paweł Raczkowski | Stade Nissan, Yokohama Spectateurs : 0 (huis clos) Arbitrage : Matthew Conger Arbitre vidéo : Paweł Raczkowski |
| 22 juillet 2021 17 h 30 (UTC+09:00) | Kessié 70e · Gradel 86e · A. Doumbia 90+7e  | Rapport | 80e Al-Najei · 90+7e Al-Faraj | Stade Nissan, Yokohama Spectateurs : 0 (huis clos) Arbitrage : Matthew Conger Arbitre vidéo : Paweł Raczkowski | Stade Nissan, Yokohama Spectateurs : 0 (huis clos) Arbitrage : Matthew Conger Arbitre vidéo : Paweł Raczkowski |

2e journée
| Match 15                            | Brésil      | 0 - 0   | Côte d'Ivoire                    | | |
| 25 juillet 2021 17 h 30 (UTC+09:00) |             | (0 - 0) |                                  | Stade Nissan, Yokohama Spectateurs : 0 (huis clos) Arbitrage : Ismail Elfath Arbitre vidéo : Edvin Jurisevic | Stade Nissan, Yokohama Spectateurs : 0 (huis clos) Arbitrage : Ismail Elfath Arbitre vidéo : Edvin Jurisevic |
| 25 juillet 2021 17 h 30 (UTC+09:00) | D. Luiz 13e | Rapport | 19e I. Diallo · 65e, 79e Kouassi | Stade Nissan, Yokohama Spectateurs : 0 (huis clos) Arbitrage : Ismail Elfath Arbitre vidéo : Edvin Jurisevic | Stade Nissan, Yokohama Spectateurs : 0 (huis clos) Arbitrage : Ismail Elfath Arbitre vidéo : Edvin Jurisevic |

| Match 16                            | Arabie saoudite                           | 2 - 3   | Allemagne                                               | | |
| 25 juillet 2021 20 h 30 (UTC+09:00) | Al-Najei 30e · ( Abdulhamid) Al-Najei 50e | (1 - 2) | 11e Ache (Teuchert ) · 43e Ache · 75e Uduokhai (Kruse ) | Stade Nissan, Yokohama Spectateurs : 0 (huis clos) Arbitrage : Victor Gomes Arbitre vidéo : Fu Ming | Stade Nissan, Yokohama Spectateurs : 0 (huis clos) Arbitrage : Victor Gomes Arbitre vidéo : Fu Ming |
| 25 juillet 2021 20 h 30 (UTC+09:00) | Al-Hamdan 90+4e                           | Rapport | 67e Pieper                                              | Stade Nissan, Yokohama Spectateurs : 0 (huis clos) Arbitrage : Victor Gomes Arbitre vidéo : Fu Ming | Stade Nissan, Yokohama Spectateurs : 0 (huis clos) Arbitrage : Victor Gomes Arbitre vidéo : Fu Ming |

3e journée
| Match 23                            | Arabie saoudite                                            | 1 - 3   | Brésil                                                                               | | |
| 28 juillet 2021 17 h 00 (UTC+09:00) | ( Al-Faraj) Al-Amri 27e                                    | (1 - 1) | 14e Cunha (Claudinho ) · 76e Richarlison (Guimarães ) · 90+3e Richarlison (Reinier ) | Stade Saitama 2002, Saitama Spectateurs : 0 (huis clos) Arbitrage : Bamlak Tessema Weyesa Arbitre vidéo : Benoît Millot | Stade Saitama 2002, Saitama Spectateurs : 0 (huis clos) Arbitrage : Bamlak Tessema Weyesa Arbitre vidéo : Benoît Millot |
| 28 juillet 2021 17 h 00 (UTC+09:00) | al-Shahrani 29e · Ali 74e · Al-Dawsari 80e · Bukhari 90+1e | Rapport | 26e Arana · 90+6e Martinelli · 90+8e Alves                                           | Stade Saitama 2002, Saitama Spectateurs : 0 (huis clos) Arbitrage : Bamlak Tessema Weyesa Arbitre vidéo : Benoît Millot | Stade Saitama 2002, Saitama Spectateurs : 0 (huis clos) Arbitrage : Bamlak Tessema Weyesa Arbitre vidéo : Benoît Millot |

| Match 24                            | Allemagne  | 1 - 1   | Côte d'Ivoire         | | |
| 28 juillet 2021 17 h 00 (UTC+09:00) | Löwen 73e  | (0 - 0) | 67e (csc) Henrichs    | Stade de Miyagi, Rifu Spectateurs : 0 (huis clos) Arbitrage : Leodán González Arbitre vidéo : Mauro Vigliano | Stade de Miyagi, Rifu Spectateurs : 0 (huis clos) Arbitrage : Leodán González Arbitre vidéo : Mauro Vigliano |
| 28 juillet 2021 17 h 00 (UTC+09:00) | Arnold 30e | Rapport | 1e Kouamé · 21e Keïta | Stade de Miyagi, Rifu Spectateurs : 0 (huis clos) Arbitrage : Leodán González Arbitre vidéo : Mauro Vigliano | Stade de Miyagi, Rifu Spectateurs : 0 (huis clos) Arbitrage : Leodán González Arbitre vidéo : Mauro Vigliano |

## Tableau final
Les matchs à partir des quarts de finale sont à élimination directe. En cas de match nul à la fin du temps réglementaire, une prolongation de deux fois quinze minutes est jouée. Si les deux équipes sont toujours à égalité à la fin de la prolongation, une séance de tirs au but (t.a.b.) permet de les départager.
|  | Quarts de finale     | Quarts de finale     |                  |                  | Demi-finales           | Demi-finales           |           |  | Finale           | Finale           |
|  | Quarts de finale     | Quarts de finale     |                  |                  | Demi-finales           | Demi-finales           |           |  | Finale           | Finale           |
|  |                      |                      |                  |                  |                        |                        |           |  |                  |                  |
|  | 31 juillet à 18 h 00 | 31 juillet à 18 h 00 |                  |                  | 3 août à 20 h 00       | 3 août à 20 h 00       |           |  | 7 août à 20 h 30 | 7 août à 20 h 30 |
|  | 31 juillet à 18 h 00 | 31 juillet à 18 h 00 |                  |                  | 3 août à 20 h 00       | 3 août à 20 h 00       |           |  | 7 août à 20 h 30 | 7 août à 20 h 30 |
|  | Japon                | 0 tab (4)            |                  |                  | 3 août à 20 h 00       | 3 août à 20 h 00       |           |  | 7 août à 20 h 30 | 7 août à 20 h 30 |
|  | Japon                | 0 tab (4)            |                  |                  | 3 août à 20 h 00       | 3 août à 20 h 00       |           |  | 7 août à 20 h 30 | 7 août à 20 h 30 |
|  | Nouvelle-Zélande     | 0 ap (2)             |                  |                  | 3 août à 20 h 00       | 3 août à 20 h 00       |           |  | 7 août à 20 h 30 | 7 août à 20 h 30 |
|  | Nouvelle-Zélande     | 0 ap (2)             | Japon            | 0                |                        |                        |           |  | 7 août à 20 h 30 | 7 août à 20 h 30 |
|  | 31 juillet à 17 h 00 |                      | Japon            | 0                |                        |                        |           |  | 7 août à 20 h 30 | 7 août à 20 h 30 |
|  |                      | Espagne              | 1 ap             |                  |                        |                        |           |  | 7 août à 20 h 30 | 7 août à 20 h 30 |
|  | Espagne              | Espagne              | 1 ap             | 5 ap             |                        |                        |           |  | 7 août à 20 h 30 | 7 août à 20 h 30 |
|  | Espagne              |                      |                  | 5 ap             |                        |                        |           |  | 7 août à 20 h 30 | 7 août à 20 h 30 |
|  | Côte d'Ivoire        | 2                    |                  |                  |                        |                        |           |  | 7 août à 20 h 30 | 7 août à 20 h 30 |
|  | Côte d'Ivoire        | 2                    | Espagne          | 1                |                        |                        |           |  |                  |                  |
|  | 31 juillet à 20 h 00 |                      | Espagne          | 1                |                        |                        |           |  |                  |                  |
|  |                      | Brésil               | 2 ap             |                  |                        |                        |           |  |                  |                  |
|  | Corée du Sud         | Brésil               | 2 ap             | 3                |                        |                        |           |  |                  |                  |
|  | Corée du Sud         | 3 août à 17 h 00     |                  | 3                |                        |                        |           |  |                  |                  |
|  | Mexique              | 6                    |                  |                  |                        |                        |           |  |                  |                  |
|  | Mexique              | 6                    | Mexique          | 0 ap (1)         |                        |                        |           |  |                  |                  |
|  | 31 juillet à 19 h 00 | 31 juillet à 19 h 00 | Mexique          | 0 ap (1)         | Match pour la 3e place | Match pour la 3e place |           |  |                  |                  |
|  | 31 juillet à 19 h 00 | 31 juillet à 19 h 00 |                  | Brésil           | Match pour la 3e place | Match pour la 3e place | 0 tab (4) |  |                  |                  |
|  | Brésil               | 1                    | 6 août à 20 h 00 | 6 août à 20 h 00 |                        |                        | 0 tab (4) |  |                  |                  |
|  | Brésil               | 1                    | 6 août à 20 h 00 | 6 août à 20 h 00 |                        |                        |           |  |                  |                  |
|  | Égypte               | 0                    |                  | Japon            | 1                      |                        |           |  |                  |                  |
|  | Égypte               | 0                    |                  | Japon            | 1                      |                        |           |  |                  |                  |
|  |                      |                      |                  |                  |                        |                        |           |  | Mexique          | 3                |
|  |                      |                      |                  |                  |                        |                        |           |  | Mexique          | 3                |

### Quarts de finale
| Match 27                            | Espagne                                                                                  | 5 - 2 a. p.           | Côte d'Ivoire                       | | |
| 31 juillet 2021 17 h 00 (UTC+09:00) | Olmo 30e · Mir 90+3e · Oyarzabal 98e (pen.) · ( Olmo) Mir 117e · ( Oyarzabal) Mir 120+1e | (1 - 1, 2 - 2, 3 - 2) | 10e Bailly (Gradel ) · 90+1e Gradel | Stade de Miyagi, Rifu Spectateurs : 0 (huis clos) Arbitrage : Jesús Valenzuela Arbitre vidéo : Nicolás Gallo | Stade de Miyagi, Rifu Spectateurs : 0 (huis clos) Arbitrage : Jesús Valenzuela Arbitre vidéo : Nicolás Gallo |
| 31 juillet 2021 17 h 00 (UTC+09:00) | Rapport                                                                                  |                       |                                     | Stade de Miyagi, Rifu Spectateurs : 0 (huis clos) Arbitrage : Jesús Valenzuela Arbitre vidéo : Nicolás Gallo | Stade de Miyagi, Rifu Spectateurs : 0 (huis clos) Arbitrage : Jesús Valenzuela Arbitre vidéo : Nicolás Gallo |

| Match 25                            | Japon                               | 0 - 0 a. p. 4 - 2 t. a. b. | Nouvelle-Zélande                 | | |
| 31 juillet 2021 18 h 00 (UTC+09:00) |                                     | (0 - 0, 0 - 0, 0 - 0)      |                                  | Stade de Kashima, Kashima Spectateurs : 0 (huis clos) Arbitrage : Ismail Elfath Arbitre vidéo : Chris Penso | Stade de Kashima, Kashima Spectateurs : 0 (huis clos) Arbitrage : Ismail Elfath Arbitre vidéo : Chris Penso |
| 31 juillet 2021 18 h 00 (UTC+09:00) | Rapport                             |                            |                                  | Stade de Kashima, Kashima Spectateurs : 0 (huis clos) Arbitrage : Ismail Elfath Arbitre vidéo : Chris Penso | Stade de Kashima, Kashima Spectateurs : 0 (huis clos) Arbitrage : Ismail Elfath Arbitre vidéo : Chris Penso |
| 31 juillet 2021 18 h 00 (UTC+09:00) | Ueda · Itakura · Nakayama · Yoshida | Tirs au but 4 - 2          | Wood · Cacace · Lewis · McCowatt | Stade de Kashima, Kashima Spectateurs : 0 (huis clos) Arbitrage : Ismail Elfath Arbitre vidéo : Chris Penso | Stade de Kashima, Kashima Spectateurs : 0 (huis clos) Arbitrage : Ismail Elfath Arbitre vidéo : Chris Penso |

| Match 28                            | Brésil                   | 1 - 0   | Égypte | | |
| 31 juillet 2021 19 h 00 (UTC+09:00) | ( Richarlison) Cunha 37e | (1 - 0) |        | Stade Saitama 2002, Saitama Spectateurs : 0 (huis clos) Arbitrage : Chris Beath Arbitre vidéo : Marco Guida | Stade Saitama 2002, Saitama Spectateurs : 0 (huis clos) Arbitrage : Chris Beath Arbitre vidéo : Marco Guida |
| 31 juillet 2021 19 h 00 (UTC+09:00) | Rapport                  |         |        | Stade Saitama 2002, Saitama Spectateurs : 0 (huis clos) Arbitrage : Chris Beath Arbitre vidéo : Marco Guida | Stade Saitama 2002, Saitama Spectateurs : 0 (huis clos) Arbitrage : Chris Beath Arbitre vidéo : Marco Guida |

| Match 26                            | Corée du Sud                                                                            | 3 - 6   | Mexique | | |
| 31 juillet 2021 20 h 00 (UTC+09:00) | ( Kim Jin-k.) Lee Dong-g. 20e · ( Kim Jin-y.) Lee Dong-g. 51e · ( Jeong T.) Hwang 90+1e | (1 - 3) | 12e Martín (Romo ) · 30e Romo (Vega ) · 39e (pen.) Córdova · 54e Martín (Córdova ) · 63e Córdova (Loroña ) · 84e Ed. Aguirre (Lainez ) | Stade international de Yokohama, Yokohama Spectateurs : 0 (huis clos) Arbitrage : Orel Grinfeld Arbitre vidéo : Roi Reinshreiber | Stade international de Yokohama, Yokohama Spectateurs : 0 (huis clos) Arbitrage : Orel Grinfeld Arbitre vidéo : Roi Reinshreiber |
| 31 juillet 2021 20 h 00 (UTC+09:00) | Rapport                                                                                 |         | | Stade international de Yokohama, Yokohama Spectateurs : 0 (huis clos) Arbitrage : Orel Grinfeld Arbitre vidéo : Roi Reinshreiber | Stade international de Yokohama, Yokohama Spectateurs : 0 (huis clos) Arbitrage : Orel Grinfeld Arbitre vidéo : Roi Reinshreiber |

### Demi-finales
| 3 août 2021         | Mexique | 0 - 0 a. p. 1 - 4 t. a. b. | Brésil | | |
| 17 h 00 (UTC+09:00) | | (0 - 0, 0 - 0, 0 - 0)      | | Stade de Kashima, Kashima Spectateurs : 0 (huis clos) Arbitrage : Georgi Kabakov Arbitres assistants : Martin Margaritov Diyan Valkov Quatrième arbitre : Bamlak Tessema Weyesa Arbitre vidéo : Marco Guida | Stade de Kashima, Kashima Spectateurs : 0 (huis clos) Arbitrage : Georgi Kabakov Arbitres assistants : Martin Margaritov Diyan Valkov Quatrième arbitre : Bamlak Tessema Weyesa Arbitre vidéo : Marco Guida |
| 17 h 00 (UTC+09:00) | Rapport |                            | | Stade de Kashima, Kashima Spectateurs : 0 (huis clos) Arbitrage : Georgi Kabakov Arbitres assistants : Martin Margaritov Diyan Valkov Quatrième arbitre : Bamlak Tessema Weyesa Arbitre vidéo : Marco Guida | Stade de Kashima, Kashima Spectateurs : 0 (huis clos) Arbitrage : Georgi Kabakov Arbitres assistants : Martin Margaritov Diyan Valkov Quatrième arbitre : Bamlak Tessema Weyesa Arbitre vidéo : Marco Guida |
| 17 h 00 (UTC+09:00) | Ed. Aguirre · Vásquez · Rodríguez | Tirs au but 1 - 4          | Alves · Martinelli · Guimarães · Reinier · | Stade de Kashima, Kashima Spectateurs : 0 (huis clos) Arbitrage : Georgi Kabakov Arbitres assistants : Martin Margaritov Diyan Valkov Quatrième arbitre : Bamlak Tessema Weyesa Arbitre vidéo : Marco Guida | Stade de Kashima, Kashima Spectateurs : 0 (huis clos) Arbitrage : Georgi Kabakov Arbitres assistants : Martin Margaritov Diyan Valkov Quatrième arbitre : Bamlak Tessema Weyesa Arbitre vidéo : Marco Guida |
| 17 h 00 (UTC+09:00) | Ochoa - Loroña 76e, Montes 40e, Vásquez, J. Angulo ( 98e Mora) - Romo 105e, Esquivel ( 46e Rodríguez) - Córdova ( 78e R. Angulo) - Antuna ( 62e Lainez 74e), Martín ( 98e Ed. Aguirre) - Vega ( 90e Alvarado) | Équipes                    | Santos - Alves , Nino, Carlos 37e, Arana - Luiz 110e ( 115e Henrique), Guimarães 72e - Antony 64e ( 91e Malcom), Claudinho ( 72e Reinier 76e), Paulinho ( 67e Martinelli) - Richarlison | Stade de Kashima, Kashima Spectateurs : 0 (huis clos) Arbitrage : Georgi Kabakov Arbitres assistants : Martin Margaritov Diyan Valkov Quatrième arbitre : Bamlak Tessema Weyesa Arbitre vidéo : Marco Guida | Stade de Kashima, Kashima Spectateurs : 0 (huis clos) Arbitrage : Georgi Kabakov Arbitres assistants : Martin Margaritov Diyan Valkov Quatrième arbitre : Bamlak Tessema Weyesa Arbitre vidéo : Marco Guida |

| Match 29                        | Japon   | 0 - 1 a. p.           | Espagne                   | | |
| 3 août 2021 20 h 00 (UTC+09:00) |         | (0 - 0, 0 - 0, 0 - 0) | 115e Asensio (Oyarzabal ) | Stade Saitama 2002, Saitama Spectateurs : 0 (huis clos) Arbitrage : Kevin Ortega Arbitre vidéo : Mauro Vigliano | Stade Saitama 2002, Saitama Spectateurs : 0 (huis clos) Arbitrage : Kevin Ortega Arbitre vidéo : Mauro Vigliano |
| 3 août 2021 20 h 00 (UTC+09:00) | Rapport |                       |                           | Stade Saitama 2002, Saitama Spectateurs : 0 (huis clos) Arbitrage : Kevin Ortega Arbitre vidéo : Mauro Vigliano | Stade Saitama 2002, Saitama Spectateurs : 0 (huis clos) Arbitrage : Kevin Ortega Arbitre vidéo : Mauro Vigliano |

### Match pour la médaille de bronze
| Match 31                        | Japon              | 1 - 3   | Mexique                                                           | | |
| 6 août 2021 20 h 00 (UTC+09:00) | ( Kubo) Mitoma 78e | (0 - 2) | 13e (pen.) Córdova · 22e Vásquez (Córdova ) · 58e Vega (Córdova ) | Stade Saitama 2002, Saitama Spectateurs : 0 (huis clos) Arbitrage : Bamlak Tessema Weyesa Arbitre vidéo : Benoît Millot | Stade Saitama 2002, Saitama Spectateurs : 0 (huis clos) Arbitrage : Bamlak Tessema Weyesa Arbitre vidéo : Benoît Millot |
| 6 août 2021 20 h 00 (UTC+09:00) | Rapport            |         |                                                                   | Stade Saitama 2002, Saitama Spectateurs : 0 (huis clos) Arbitrage : Bamlak Tessema Weyesa Arbitre vidéo : Benoît Millot | Stade Saitama 2002, Saitama Spectateurs : 0 (huis clos) Arbitrage : Bamlak Tessema Weyesa Arbitre vidéo : Benoît Millot |

### Finale
| Match 32                        | Brésil                                       | 2 - 1 a. p.           | Espagne                | Stade international de Yokohama, Yokohama                                            |                                                                                      |
| 7 août 2021 20 h 30 (UTC+09:00) | (Alves ) Cunha 45+2e · (Antony ) Malcom 108e | (1 - 0, 1 - 1, 1 - 1) | 61e Oyarzabal ( Soler) | Spectateurs : 0 (huis clos) Arbitrage : Chris Beath Arbitre vidéo : Abdulla Al-Marri | Spectateurs : 0 (huis clos) Arbitrage : Chris Beath Arbitre vidéo : Abdulla Al-Marri |
| 7 août 2021 20 h 30 (UTC+09:00) | Rapport                                      |                       |                        | Spectateurs : 0 (huis clos) Arbitrage : Chris Beath Arbitre vidéo : Abdulla Al-Marri | Spectateurs : 0 (huis clos) Arbitrage : Chris Beath Arbitre vidéo : Abdulla Al-Marri |

| Brésil | Espagne |

| BRÉSIL :           |    |                  |      |      |
|                    |    |                  |      |      |
| Gardien de but     | 01 | Aderbar Santos   |      |      |
|                    | 13 | Dani Alves       |      |      |
|                    | 15 | Nino             |      |      |
|                    | 03 | Diego Carlos     |      |      |
|                    | 06 | Guilherme Arana  | 20e  |      |
|                    | 05 | Douglas Luiz     | 89e  |      |
|                    | 08 | Bruno Guimarães  |      |      |
|                    | 11 | Antony           |      | 112e |
|                    | 20 | Claudinho        |      | 106e |
|                    | 09 | Matheus Cunha    | 64e0 | 91e  |
|                    | 10 | Richarlison      | 31e  | 114e |
| Remplaçants :      |    |                  |      |      |
| Gardien de but     | 12 | Brenno           |      |      |
|                    | 04 | Ricardo Graça    |      |      |
|                    | 02 | Gabriel Menino   |      | 112e |
|                    | 18 | Matheus Henrique |      |      |
|                    | 19 | Reinier          |      | 106e |
|                    | 07 | Paulinho         |      | 114e |
|                    | 17 | Malcom           |      | 91e  |
| Sélectionneur :    |    |                  |      |      |
| André Jardine (en) |    |                  |      |      |

| ESPAGNE :         |    |                  |         |      |
|                   |    |                  |         |      |
| Gardien de but    | 01 | Unai Simón       |         |      |
|                   | 18 | Óscar Gil        |         | 91e  |
|                   | 12 | Eric García      | 27e     |      |
|                   | 04 | Pau Torres       |         |      |
|                   | 03 | Marc Cucurella   |         | 91e  |
|                   | 06 | Martín Zubimendi |         | 112e |
|                   | 08 | Mikel Merino     |         | 46e  |
|                   | 16 | Pedri            |         |      |
|                   | 07 | Marco Asensio    |         | 46e  |
|                   | 11 | Mikel Oyarzabal  |         | 104e |
|                   | 19 | Dani Olmo        |         |      |
| Remplaçants :     |    |                  |         |      |
| Gardien de but    | 13 | Álvaro Fernández |         |      |
|                   | 05 | Jesús Vallejo    |         | 91e  |
|                   | 20 | Juan Miranda     |         | 91e  |
|                   | 14 | Carlos Soler     |         | 46e  |
|                   | 15 | Jon Moncayola    |         | 112e |
|                   | 21 | Bryan Gil        | 105+1e0 | 46e  |
|                   | 09 | Rafa Mir         |         | 104e |
| Sélectionneur :   |    |                  |         |      |
| Luis de la Fuente |    |                  |         |      |

| Assistants : Anton Schetinin George Lakrindis Quatrième arbitre : Artur Soares Dias |

## Statistiques et récompenses

### Classements individuels

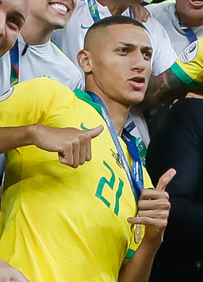
Richarlison (ici en 2019) termine meilleur buteur du tournoi avec cinq réalisations.

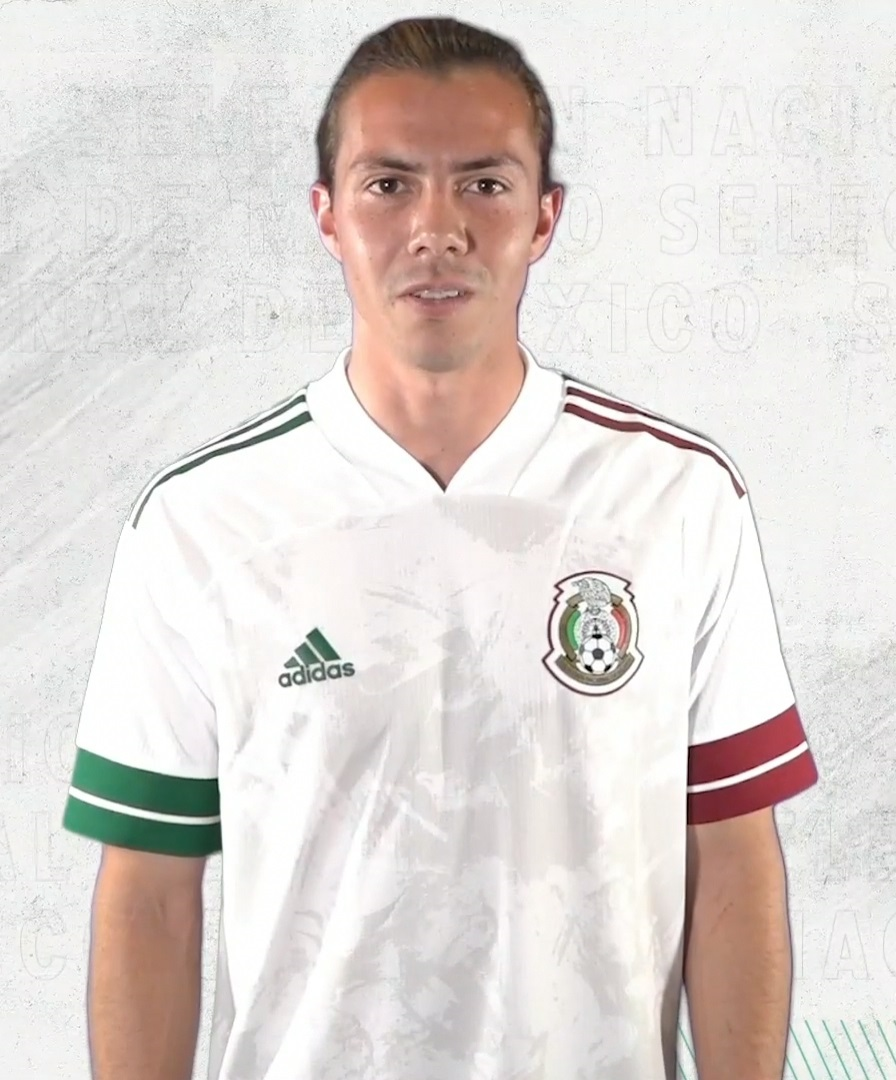
Sebastián Córdova (ici en 2020 réalise trois passes décisives lors de la compétition.

93 buts ont été marqués en 32 matchs, pour une moyenne de 2,91 buts par match. Le Brésilien Richarlison  remporte le titre de meilleure buteur en totalisant cinq réalisations tandis que le Mexicain Sebastián Córdova termine quant à lui meilleur passeur du tournoi avec trois passes décisives réussies.
|    | Buteurs             | Équipe       | Buts |
| -- | ------------------- | ------------ | ---- |
| 1  | Richarlison         | Brésil       | 5    |
| 2  | Sebastián Córdova   | Mexique      | 4    |
| 2  | André-Pierre Gignac | France       | 4    |
| 2  | Hwang Ui-jo         | Corée du Sud | 4    |
| 5  | Matheus Cunha       | Brésil       | 3    |
| 5  | Takefusa Kubo       | Japon        | 3    |
| 5  | Lee Kang-in         | Corée du Sud | 3    |
| 5  | Henry Martin        | Mexique      | 3    |
| 5  | Rafa Mir            | Espagne      | 3    |
| 5  | Mikel Oyarzabal     | Espagne      | 3    |
| 5  | Alexis Vega         | Mexique      | 3    |
| 12 | 7 joueurs           | 7 joueurs    | 2    |

|   | Passeurs          | Équipe     | Passes |
| - | ----------------- | ---------- | ------ |
| 1 | Sebastián Córdova | Mexique    | 3      |
| 2 | Mitchell Duke     | Australie  | 2      |
| 2 | Bruno Guimarães   | Brésil     | 2      |
| 2 | Diego Lainez      | Mexique    | 2      |
| 2 | Dani Olmo         | Espagne    | 2      |
| 2 | Mikel Oyarzabal   | Espagne    | 2      |
| 2 | Carlos Rodríguez  | Mexique    | 2      |
| 2 | Alexis Vega       | Mexique    | 2      |
| 9 | 45 joueurs        | 45 joueurs | 1      |

### Classement final
Le classement final du tournoi olympique masculin est le suivant :
| Rang                                | Équipe           | J | G | N | P | Bp | Bc | Diff | Progression JO  |
| ----------------------------------- | ---------------- | - | - | - | - | -- | -- | ---- | --------------- |
| Médaille d'or, Jeux olympiques      | Brésil           | 6 | 4 | 2 | 0 | 10 | 4  | +6   | Vainqueur       |
| Médaille d'argent, Jeux olympiques  | Espagne          | 6 | 3 | 2 | 1 | 9  | 5  | +4   | Finaliste (2e)  |
| Médaille de bronze, Jeux olympiques | Mexique          | 6 | 4 | 1 | 1 | 17 | 7  | +10  | 3e              |
| 4                                   | Japon            | 6 | 3 | 1 | 2 | 8  | 5  | +3   | 4e              |
|                                     |                  |   |   |   |   |    |    |      |                 |
| 5                                   | Corée du Sud     | 4 | 2 | 0 | 2 | 13 | 7  | +6   | Quart de finale |
| 6                                   | Nouvelle-Zélande | 4 | 1 | 2 | 1 | 3  | 3  | 0    | Quart de finale |
| 7                                   | Côte d’Ivoire    | 4 | 1 | 2 | 1 | 5  | 7  | -2   | Quart de finale |
| 8                                   | Égypte           | 4 | 1 | 1 | 2 | 2  | 2  | 0    | Quart de finale |
|                                     |                  |   |   |   |   |    |    |      |                 |
| 9                                   | Allemagne        | 3 | 1 | 1 | 1 | 6  | 7  | -1   | Premier tour    |
| 10                                  | Argentine        | 3 | 1 | 1 | 1 | 2  | 3  | -1   | Premier tour    |
| 11                                  | Roumanie         | 3 | 1 | 1 | 1 | 1  | 4  | -3   | Premier tour    |
| 12                                  | Australie        | 3 | 1 | 0 | 2 | 2  | 3  | -1   | Premier tour    |
| 13                                  | France           | 3 | 1 | 0 | 2 | 5  | 11 | -6   | Premier tour    |
| 14                                  | Honduras         | 3 | 1 | 0 | 2 | 3  | 9  | -6   | Premier tour    |
| 15                                  | Arabie saoudite  | 3 | 0 | 0 | 3 | 4  | 8  | -4   | Premier tour    |
| 16                                  | Afrique du Sud   | 3 | 0 | 0 | 3 | 3  | 8  | -5   | Premier tour    |